# بوتس راندولف
هومر لويس «بوتس» راندولف الثالث (بالإنجليزية: Boots Randolph)‏ (3 يونيو 1927 – 3 يوليو 2007) هو موسيقار أمريكي راحل اشتهر عام 1963 بمقطوعة الساكسفون «ياكيتي ساكس» (والتي أصبحت اللحن الخاص بالكوميدي بيني هيل). وكان راندولف جزءا رئيسيا من «موسيقى ناشفيل» في أغلب مسيرته الفنية.

## السيرة
ولد راندولف في بادوكا، كنتاكي، ونشأ في كاديز، كنتاكي، ودخل المدرسة الثانوية في إيفانسفيل، إنديانا.
في نهاية الحرب العالمية الثانية، كان راندولف يعزف على الساكسفون والترومبون والفيبرافون في فرقة جيش الولايات المتحدة. وبعد أن أنهى خدمته في الجيش، عزف مع دينك ولش في ديكادور، إلينوي من عام 1948 إلى 1954. وأقام لفترة وجيزة في لويفيل، كنتاكي قبل أن يعود إلى ديكاتور ليؤسس فرقته الخاصة. ثم غادر ديكاتور في عام 1957.
وخلال مسيرته التي امتدت لأربعين عاما، عزف راندولف في مئات الأماكن إلى جانب العديد من الفنانين في موسيقى البوب والروك والجاز والريف. وعزف في العديد من جلسات التسجيل مع إلفيس بريسلي وكما عزف في تسجيلات الموسيقى التصويرية لعدد من أفلام بريسلي السينمائية، وإحدى أشهر الأغاني التي سجلها كانت Return to Sender.
سجل راندولف اسطواناته على علامة مونيومنت ريكوردز في ناشفيل، وعزف على أغنية روي أوربيسون الناجحة Mean Woman Blues عام 1963. كما اشترك أيضا في تسجيل أغنية «ليتل كويني» لفرقة آر إي أو سبيدواغون، و«جافا» لعازف البوق آل هيرت، «تيرن أون يور لاف لايت» للمغني جيري لي لويس، «روكين أراوند ذا كريسماس تري» للمغنية بريندا لي. وكان حاضرا في العديد من تسجيلات عازف الجيتار تشيت أتكينز. وكان يسجل اسمه على الاسطوانات في وقت مبكر من حياته باسم «راندي راندولف».
سجل راندولف عدة مقطوعات كفنان منفرد، ودخلت أربع منها قائمة بيلبورد هوت 100 بين عامي 1963 و1967. وكانت أنجحها مقطوعة «ياكيتي ساكس»، والتي وصلت للمركز 35 في عام 1963 وبقيت على القائمة لتسع أسابيع. وكانت ألبوماته ناجحة على قوائم الألبومات في مجلة بيلبورد، ودخلت أربعة عشر منها هذه القائمة بين عامي 1963 و1972. وكان أنجح ألبوماته Boots With Strings عام 1966 والذي وصل للمركز 36 على لقائمة وبقي فيها لمدة عامين تقريبا.
في عام 1977، افتتح راندولف ناديه الخاص في ناشفيل ويدعى «برينترز آلي». وظهر عدة مرات على البرنامج التلفزيوني هي هو، وكان عضوا في فرقة المليون دولار.
في 3 يوليو 2007، توفي راندولف في مركز سكايلاين الطبي في ناشفيل بعد تعرضه لنزيف في الدماغ. وكانت وفاته بعد شهر من عيد ميلاده الثمانين.
أصدر راندولف آخر ألبوم استوديو منفرد له، وكان بعنوان A Whole New Ballgame، وذلك في 12 يونيو 2007.

## ديسكوغرافيا

### الألبومات
| السنة | العنوان                                                  | أفضل موقع   |
| السنة | العنوان                                                  | بيلبورد 200 |
| ----- | -------------------------------------------------------- | ----------- |
| 1960  | "Boot Randolph's Yakety Sax"                             | 79          |
| 1963  | "Yakety Sax!"                                            | —           |
| 1964  | "Hip Boots!"                                             | —           |
| 1965  | "Boots Randolph plays More Yakety Sax!"                  | 118         |
| 1965  | "Plays 12 Monstrous Sax Hits!"                           | —           |
| 1966  | "Boots with Strings"                                     | 36          |
| 1966  | "The Fantastic Boots Randolph"                           | —           |
| 1967  | "Boots Randolph with the Knightsbridge Strings & Voices" | 189         |
| 1967  | "King Of Yakety"                                         | —           |
| 1968  | "Sunday Sax"                                             | 76          |
| 1968  | "The Sound of Boots"                                     | 60          |
| 1969  | "...with love/The Seductive Sax of Boots Randolph"       | 82          |
| 1969  | "Boots And Stockings"                                    | 16          |
| 1969  | "Yakety Revisited"                                       | 113         |
| 1970  | "Boots with Brass"                                       | 168         |
| 1970  | "Hit Boots 1970 "                                        | 157         |
| 1971  | "Homer Louis Randolph, III"                              | 141         |
| 1972  | "Boots Randolph Plays the Hits of Today"                 | 192         |
| 1973  | "Sentimental Journey"                                    | —           |
| 1974  | "Country Boots"                                          | —           |
| 1975  | "Cool Boots"                                             | —           |
| 1976  | "Party Boots"                                            | —           |
| 1977  | "Sax Appeal"                                             | —           |
| 1978  | "Boots Randolph Puts a Little Sax in Your Life"          | —           |
| 1982  | "Dedication"                                             | —           |
| 1983  | "Yakety-Madness" (مع ريتشي كول)                          | —           |
| 1990  | "Boots"                                                  | —           |
| 1992  | "Boots Live"                                             | —           |
| 1992  | "Christmas At Boots' Place" (مع فرقة جاز تومي نيوسم)     | —           |
| 2007  | "A Whole New Ballgame"                                   | —           |

### الأغاني المنفردة
| السنة | العنوان             | أفضل مركز       | أفضل مركز      |
| السنة | العنوان             | بيلبورد هوت 100 | بليبورد أيه سي |
| ----- | ------------------- | --------------- | -------------- |
| 1963  | "ياكيتي ساكس"       | 35              | —              |
| 1964  | "Hey, Mr. Sax Man"  | 77              | —              |
| 1966  | "ظل ابتسامتك ‏"      | 93              | 28             |
| 1967  | "Temptation"        | 93              | 30             |
| 1967  | "Big Daddy"         | 105             | —              |
| 1968  | "Fred"              | —               | 39             |
| 1968  | "Gentle on My Mind" | —               | 19             |
| 1970  | "Anna"              | 111             | 40             |

## وصلات خارجية
- Official Site
- بوتس راندولف على موقع IMDb (الإنجليزية)
- بوتس راندولف على موقع ميوزك برينز (الإنجليزية)
- بوتس راندولف على موقع إن إن دي بي (الإنجليزية)
- بوتس راندولف على موقع أول ميوزيك (الإنجليزية)
- بوتس راندولف على موقع ديسكوغز (الإنجليزية)
- بوتس راندولف على موقع قاعدة بيانات الفيلم (الإنجليزية)
- Boots bio
- Some of his music
- Find-A-Grave Memorial Page
- Boots Randolph Interview NAMM Oral History Program (2003)